# 早島駅
早島駅（はやしまえき）は、岡山県都窪郡早島町前潟にある、西日本旅客鉄道（JR西日本）宇野線の駅である。宇野方面に向かう「宇野みなと線」と、本四備讃線に直通する「瀬戸大橋線」の、双方の愛称区間に含まれている。駅番号は宇野みなと線がJR-L06、瀬戸大橋線がJR-M06。
当駅には快速「マリンライナー」の約半数が停車する。

## 歴史
- 1910年（明治43年）6月12日：宇野線開通と同時に開業[3]。
- 1970年（昭和45年）4月5日：貨物の取り扱いを廃止[1]。
- 1985年（昭和60年）3月14日：荷物扱い廃止[1]。
- 1987年（昭和62年）4月1日：国鉄分割民営化に伴い、西日本旅客鉄道（JR西日本）の駅となる[1]。
- 2007年（平成19年）
  - 7月12日：「ICOCA」対応の簡易型自動改札機導入。
  - 9月1日：「ICOCA」の利用が可能となる。
- 2015年（平成27年）12月1日：ホームのかさ上げ工事が完了。なおエレベーター等は設置されていない。
- 2020年（令和2年）
  - 4月10日：みどりの窓口の営業を終了[4][5][2]。
  - 4月11日：終日無人駅となる[2]。

## 駅構造
相対式ホーム2面2線を有する地上駅。駅舎は岡山方面行きホーム側にあり、上下ホームは跨線橋で結ばれている。複線化工事完成によりホーム前後の分岐器はなくなったが、隣の備中箕島駅手前で単線となる箇所までの複線部分も当駅の構内扱いとなったため、場内・出発信号機は引き続き設置されている。この観点から見た場合、当駅は岡山方単線・茶屋町方複線の行き違い駅といえる。
岡山駅が管理する無人駅で、簡易型の自動改札機、近距離切符の自動券売機がある。トイレは、男女兼用。ICOCAおよびその相互利用対象ICカードの利用可能駅。

### のりば
| のりば | 路線                    | 方向 | 行先                 |
| ------ | ----------------------- | ---- | -------------------- |
| 1      | 瀬戸大橋線 宇野みなと線 | 上り | 岡山方面             |
| 2      | 瀬戸大橋線 宇野みなと線 | 下り | 児島・宇野・四国方面 |

※岡山駅 - 茶屋町駅間では、児島方面発着系統が「瀬戸大橋線」、宇野発着系統が「宇野みなと線」と、それぞれ案内される。

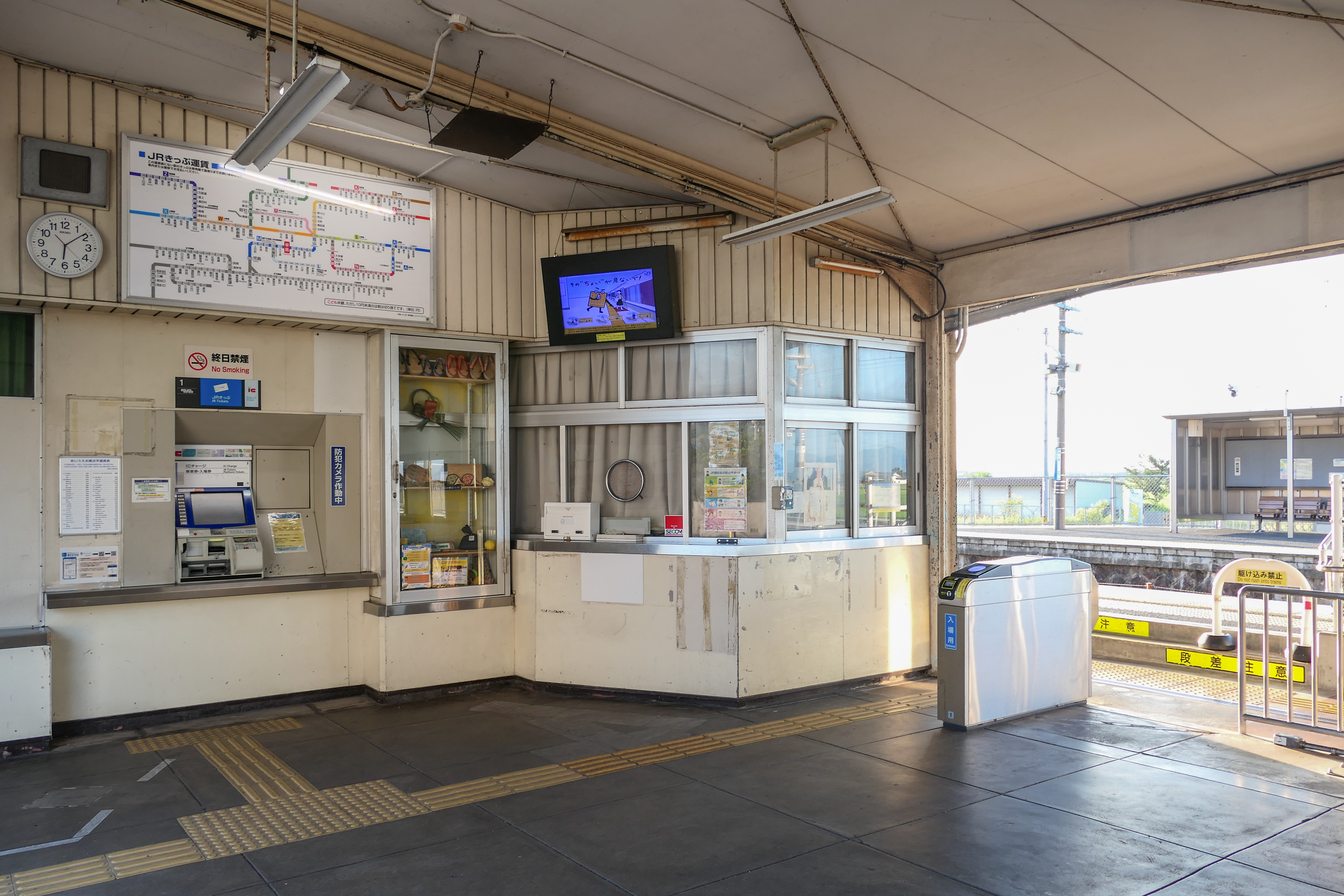
改札口（2023年7月）
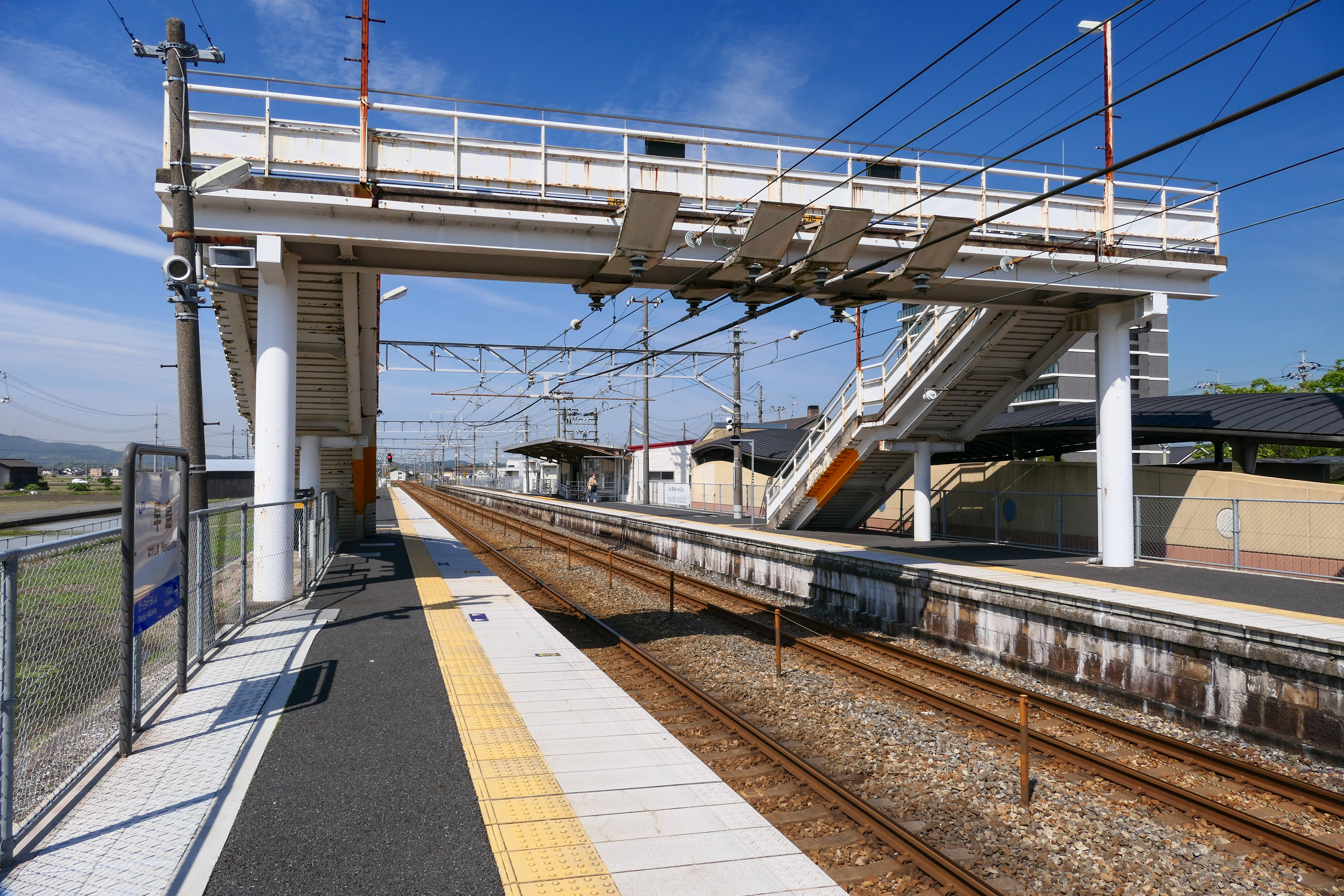
ホーム（2023年6月）

## 利用状況
1日の平均乗車人員は以下の通りである。
| 乗車人員推移 | 乗車人員推移 |
| 年度         | 1日平均人数  |
| ------------ | ------------ |
| 1999         | 850          |
| 2000         | 875          |
| 2001         | 865          |
| 2002         | 881          |
| 2003         | 901          |
| 2004         | 889          |
| 2005         | 907          |
| 2006         | 887          |
| 2007         | 903          |
| 2008         | 926          |
| 2009         | 927          |
| 2010         | 951          |
| 2011         | 982          |
| 2012         | 1,023        |
| 2013         | 1,030        |
| 2014         | 1,046        |
| 2015         | 1,128        |
| 2016         | 1,181        |
| 2017         | 1,200        |
| 2018         | 1,238        |
| 2019         | 1,217        |
| 2020         | 941          |
| 2021         | 934          |

## 駅周辺
- 早島町役場
- 早島郵便局
- 中国銀行早島支店
- トマト銀行早島支店
- 玉島信用金庫早島支店
- マルナカ早島店
- 岡山県道152号倉敷妹尾線
- 岡山県道185号早島停車場線
- 国道2号岡山バイパス

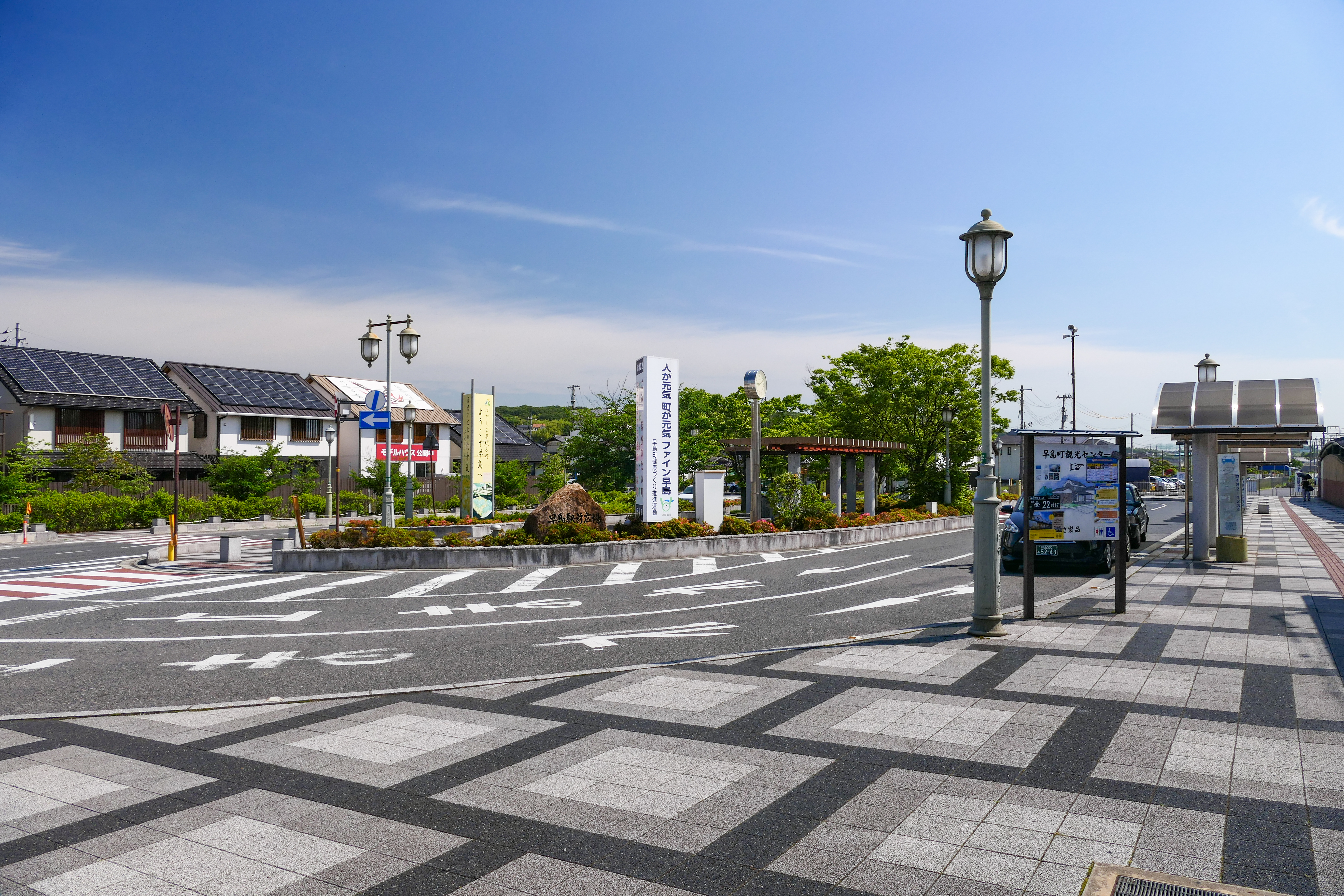
駅前ロータリー（2023年6月）

- 瀬戸中央自動車道・山陽自動車道早島インターチェンジ
- 倉敷警察署早島交番
- ゆるびの舍（早島図書館）
- ハローズ本部・物流センター
- 岡山県総合展示場コンベックス岡山
- 岡山県立早島支援学校
- 国立病院機構南岡山医療センター

## その他
- 駅周辺の複線化の計画について、用地買収などで難航していたが、2009年（平成21年）1月25日に備中箕島 - 茶屋町間の複線工事区間の供用が開始された。

## 隣の駅
西日本旅客鉄道（JR西日本）
 宇野みなと線（宇野線）・ 瀬戸大橋線（本四備讃線直通）
- ■快速「マリンライナー」停車駅（約半数程度が停車）

■快速（岡山 - 茶屋町）
通過
■普通
備中箕島駅 (JR-L05/JR-M05) - 早島駅 (JR-L06/JR-M06) - 久々原駅 (JR-L07/JR-M07)